# Долина Напа
Долина Напа  — американская виноградарская зона (AVA), расположенная в округе Напа, Калифорния, США. Коммерческое производство вина в этом регионе начинается в XIX веке, но изготовление вин высшего качества запущено в начале 1960-х годов.
Удачное сочетание средиземноморского климата, географических условий и геологии региона способствуют выращиванию здесь качественного винограда. В 1858 году Джон Петчет посадил первый коммерческий виноградник. В 1861 году Чарльз Круг создал в долине Напа первые коммерческие винные заводы в городе Сент-Хелина. Виноградарство в Напе не раз терпело неудачи (в конце 19 и начале 20 веков), в том числе из-за вспышки филлоксеры и Великой депрессии. Сейчас виноградники полностью восстановлены и долина Напа — это главная зона винного туризма.

## География
Дно долины находится в окружении горного хребта Mayacamas на западном и северном склонах горы Вака. Несколько небольших долин раскинуты в пределах этих двух возвышенностей. Долина постепенно поднимается от уровня моря на южной оконечности до 362 фута (110 м) над уровнем моря в северной части, в Калистоге у подножия горы Сент-Хелина. Оквилле и Резерфорд — американские виноградарские районы (АVAs), лежащие в пределах географической области, известной как скамейка Резерфорд в центре долины. Почва в южном конце долины состоит преимущественно из отложений, уходящих в залив Сан-Пабло, а почва северной части содержит большой объём вулканической лавы и пепла. Несколько небольших холмов в середины долины возле города Янтвилл указывают на вулканическое прошлое региона.

## Климат
В районе долины существует несколько типов климата — сообразно разным погодным и географическим условиям. На открытом южном конце долины вегетационный период винограда приходится на более прохладную пору из-за близости залива Сан-Пабло, в то время как в защищенной, закрытой северной оконечности зачастую намного теплее. В восточной стороне долины, как правило, суше, а западные склоны получают больший объём осадков благодаря зимним штормам.

## История

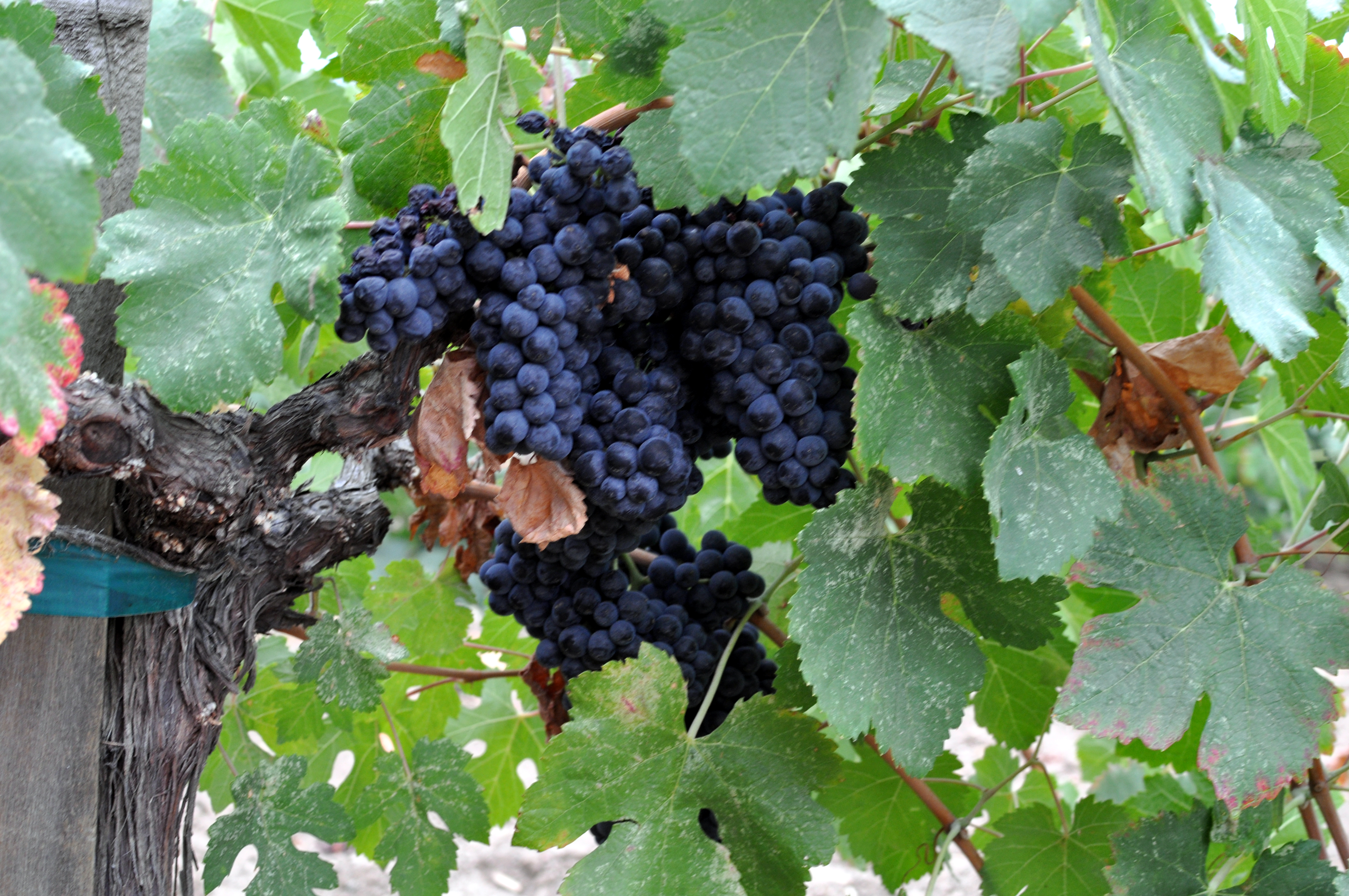
Виноград в долине Напа

### Ранние годы
Производство вина на продажу началось здесь в 1858 году. В своём винном погребе, построенном в 1859 году, Джон Петчет продавал вино по $2 за галлон. Первенство в выращивании винограда в долине Напа обычно присваивают первому поселенцу Джорджу С. Юнту. В 1864 году одна из его внучек вышла замуж за Томаса Резерфорда, и Юнт сделал молодожёнам щедрый подарок — 1000 акров (4 км2) земли. Следуя его указаниям, Резерфорд высадил виноград и начал инвестировать в виноделие в Напе. К 1880-м годам участок Резерфорда стал одним из лучших винных районов долины.
Капитан Густав Нейбаум создал винный завод в 1879 году близ села Резерфорда. Это было первое вино бордо в США, завоевавшее золотые медали на Всемирной выставке 1889 года в Париже.
В 1868 году Уокер Крэбб купил участок возле местечка Оквиль (англ. Oakville) у реки Напа и основал виноградник и винодельню Калон. К 1877 году здесь было засажено 130 акров (0,5 км2) и производилось 50,000 галлонов вина в год. Крэбб экспериментировал с более чем 400 сортами винограда в поисках наиболее подходящего для данной местности.
К концу XIX века в районе насчитывалось более 140 виноделен. Некоторые из них существуют и сегодня: Болье (Beaulieu), Берингер (Beringer), Чарльз Круг (Charles Krug), Шато Монтелена (Chateau Montelena), Ниенте (Far Niente), Виноградники Майякамас (Mayacamas Vineyards), Виноградники Маркхэм (Markham Vineyards) и Виноградники Шрамсберга (Schramsberg Vineyards).

### Филлоксера, сухой закон и Великая депрессия
Виноградарство в Напе потерпело несколько неудач в конце 19 и начале 20 веков. Виноградная филлоксера уничтожила большинство виноградных лоз по всей долине. Сухой закон, принятый в 1920 году, разорил многие винные заводы; оставались открытыми только производители вина для церковного причастия. Виноградари вынуждены были продавать урожай домашним виноделам. Великая депрессия приостановила и винный бизнес. Все эти события затормозили рост виноделия в Напе на многие годы.

### Современная эпоха
Начало современной эпохи виноделия в Калифорнии связывают с работой Андрея Челищева, разработавшего несколько методик изготовления вина, таких как старение вина в маленьких французских дубовых бочках, холодное брожение, яблочно-молочное брожение.

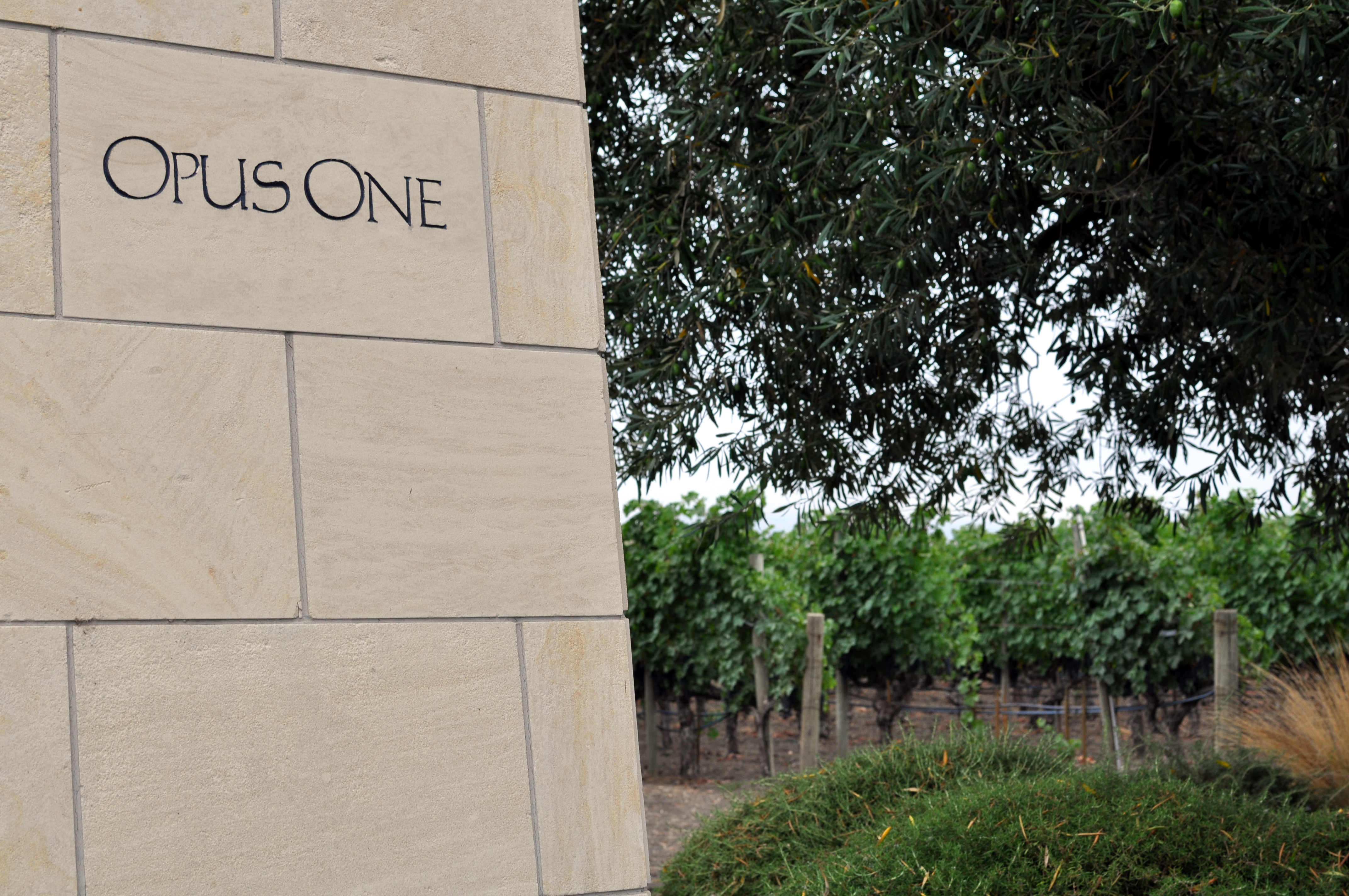
Виноградник в долине Напа

На винодельни приглашались голливудские звезды, в том числе Кларк Гейбл, Чарльз Лоутон и Кэрол Ломбард, что положило начало винного туризма.
Винодельня христианских братьев также сыграла важную роль в становлении современного виноделия в Напе. Христианские братья, выращивавшие виноград и делавшие вино для причастия в Бенише, после отмены «сухого закона» решили расшириться и начать коммерческое производство вина и коньяка. Вскоре основанный ими бренд стал ведущим в винодельческой промышленности. Улыбающееся лицо брата Тимоти в рекламе стало одним из самых узнаваемых образов для потребителей вина по всей стране. После Второй мировой войны виноделие в Напе начало процветать снова.

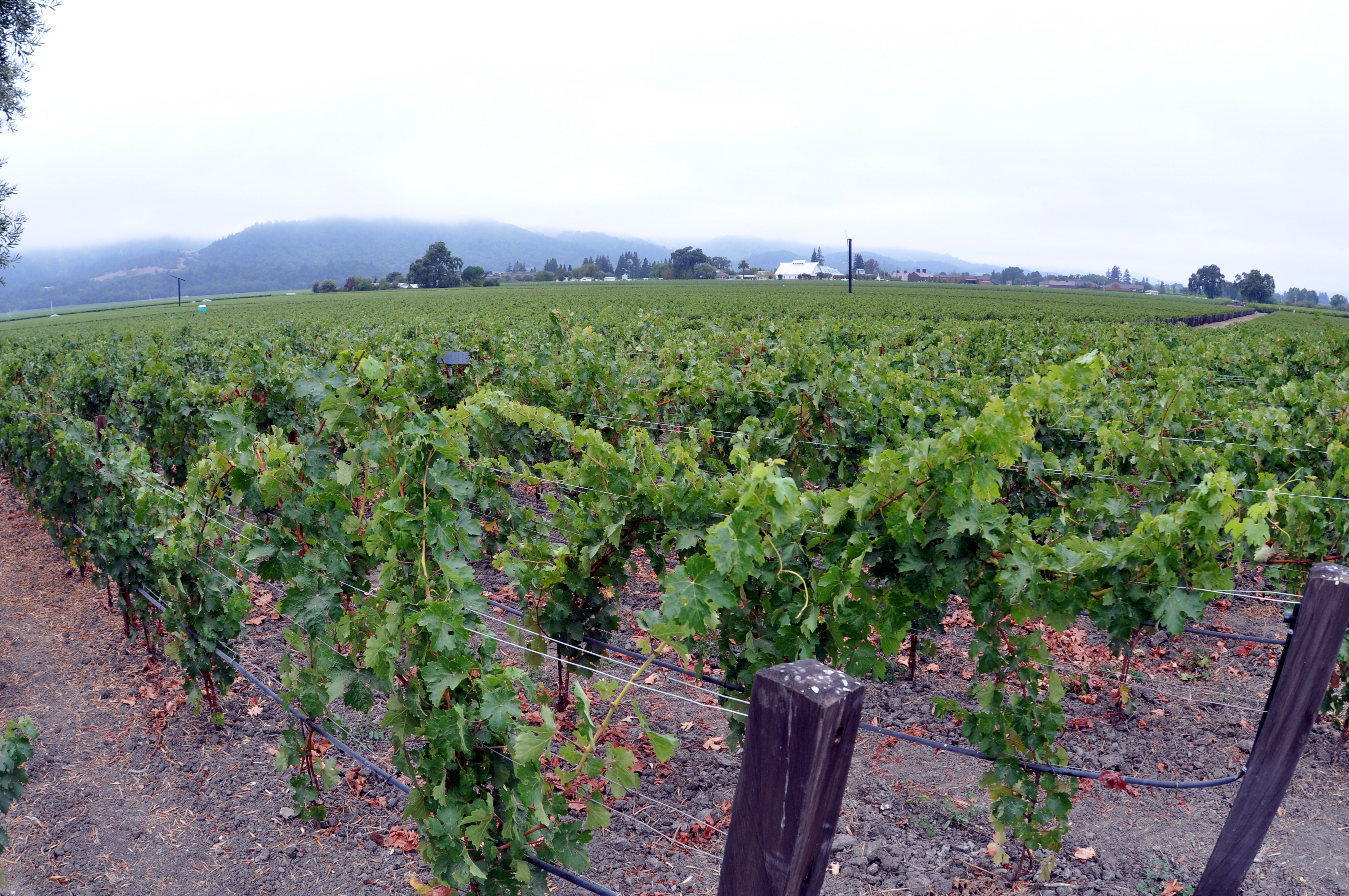
Виноградник Opus One

В 1965 году Роберт Мондави отделился от семьи и основал собственное винное производство в Оквилле, ставшее первым крупным винным заводом со времен сухого закона. После этого число виноделен в долине начало стремительно расти.

### В долине Напа лучшие вина региона

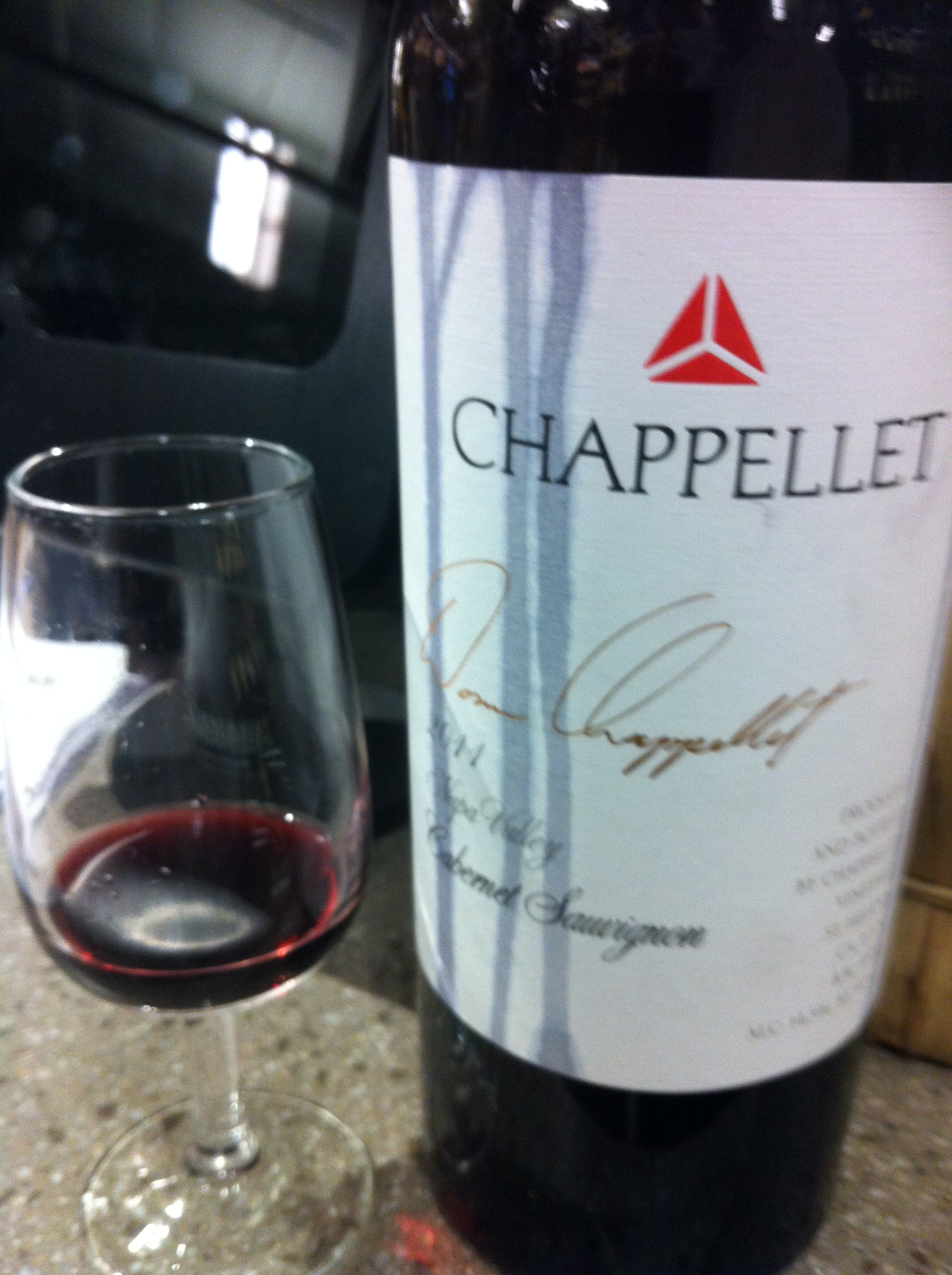
Каберне Совиньон из долины Напа

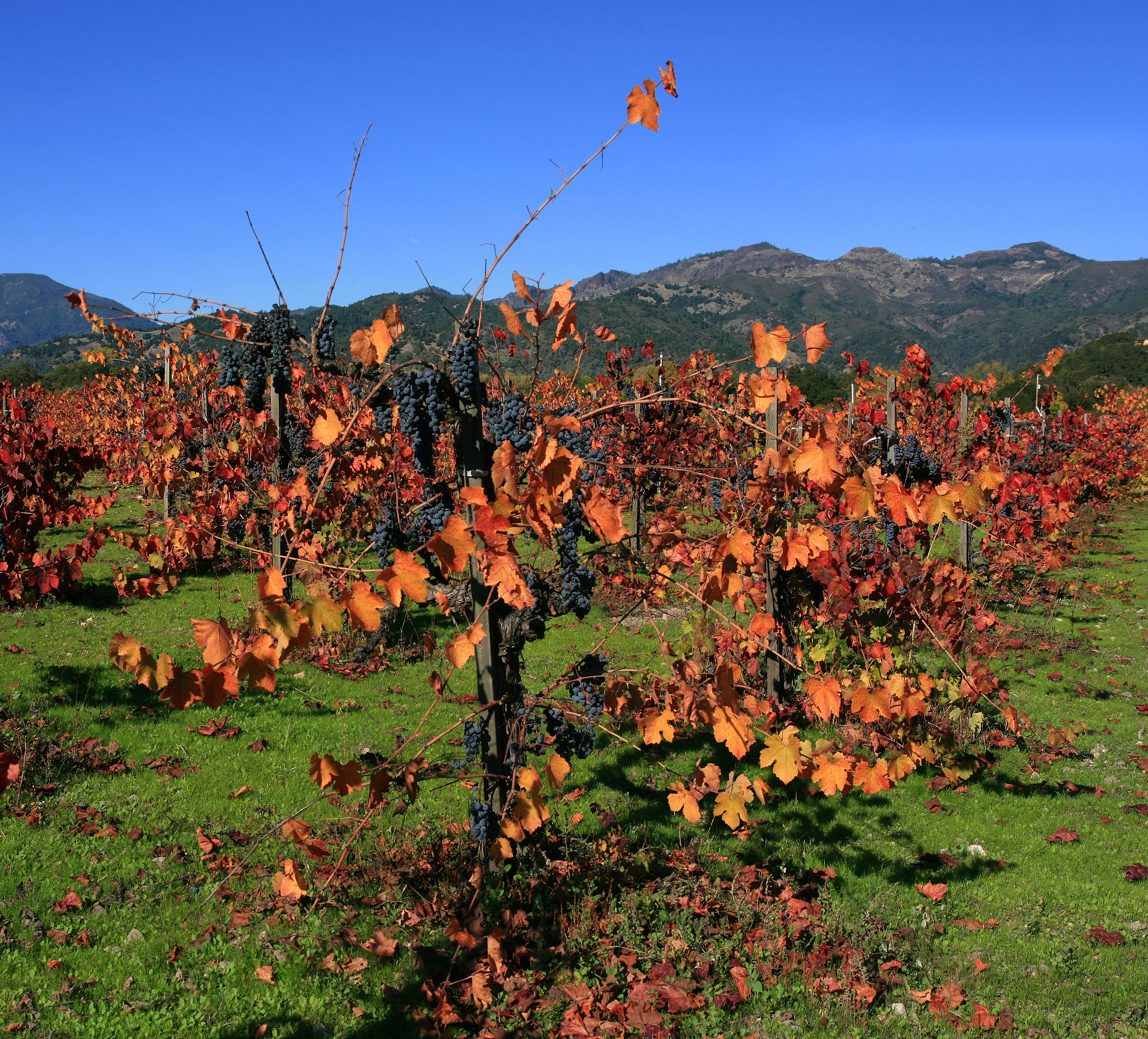
Старые лозы в долине Напа

В 1976 году регион получил новый толчок в развитии благодаря Парижской дегустации 1976 года, на которой были выставлены шардоне и каберне-совиньон. На слепой дегустации эти вина обошли по вкусу несколько известных французских вин. Результаты этой дегустации закрепили репутацию региона как производителя вин мирового класса.
В 1983 году в одном из виноградников долины была обнаружена вспышка филлоксеры. Многие производители стали выращивать сорта, лучше приспособленные к местному климату и почве. В конце 1990-х годов около 75 % пострадавших виноградников были пересажены с филлоксерой в стойкий подвой.
Сегодня долина Напа представлена более чем 450 винодельнями, которые выращивают разные сорта винограда: каберне-совиньон, шардонне, пино нуар, мерло, зинфандель и другие. Многие местные вина производятся из смеси разных сортов винограда, выращенных в долине.

## Энотуризм
Ежегодно долину посещают почти 4,5 миллиона человек, что делает её популярным туристическим направлением в Калифорнии. Долина получила награду «World’s Top Food & Wine Destination» сайта TripAdvisor в 2010 году.

## Американские винодельческие районы (АVA) долины Напа

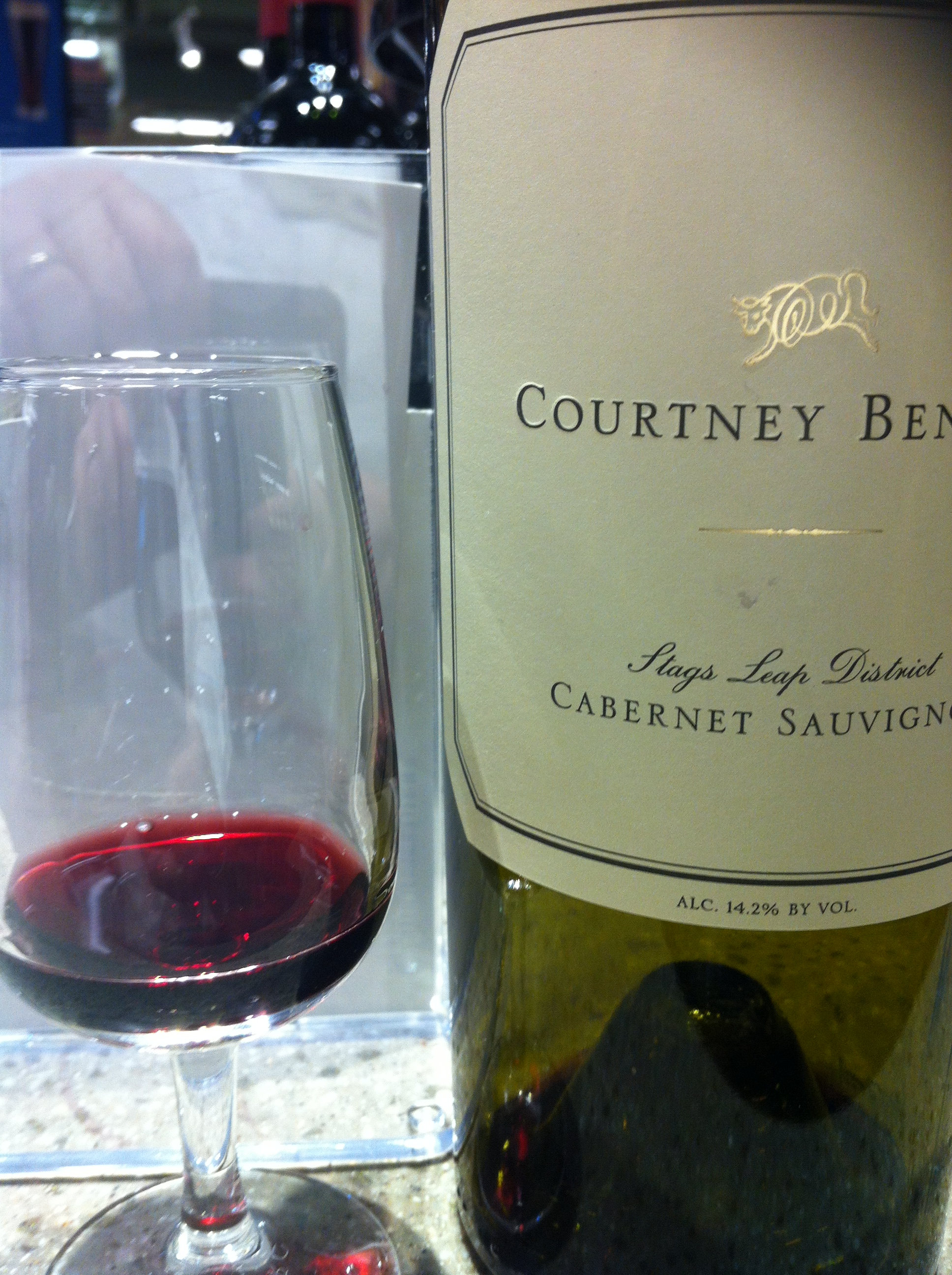
Каберне Совиньон из Напа-Вэлли.

В долине Напа есть шестнадцать виноградных областей:
| Область                               | Дата создания |
| ------------------------------------- | ------------- |
| Los Carneros AVA                      | 1983-08-18    |
| Howell Mountain AVA                   | 1983-12-30    |
| Wild Horse Valley AVA                 | 1988-11-30    |
| Stags Leap District AVA               | 1989-01-27    |
| Mt. Veeder AVA                        | 1990-02-20    |
| Atlas Peak AVA                        | 1992-01-22    |
| Spring Mountain District AVA          | 1993-05-13    |
| Oakville AVA                          | 1993-07-02    |
| Rutherford AVA                        | 1993-07-02    |
| St. Helena AVA                        | 1995-09-11    |
| Chiles Valley AVA                     | 1999-02-17    |
| Yountville AVA                        | 1999-03-19    |
| Diamond Mountain District AVA         | 2001-06-01    |
| Oak Knoll District of Napa Valley AVA | 2004-02-25    |
| Calistoga AVA                         | 2009-12-08    |
| Coombsville AVA                       | 2011-12-14    |